# Норова (балка)
Норова (рос. Б. Норова) — балка (річка) в Україні у Василівському районі Запорізької області. Права притока Янчекрак (басейн Дніпра).

## Опис
Довжина балки приблизно 9,25 км, найкоротша відстань між витоком і гирлом — 8,37 км, коефіцієнт звивистості річки — 1,11. Формується багатьма балками та загатами. На деяких ділянках балка пересихає.

## Розташування
Бере початок на північно-західній стороні від села Малі Щербаки. Тече переважно на південний захід і у селі Кам'янське впадає у річку Янчекрак, ліву притоку Дніпра.

## Цікаві факти
- Біля гирла балки на західній стороні на відстані приблизно 1,90 км у селі Кам'янське пролягає автошлях М18[2] (автомобільний шлях міжнародного значення на території України. Проходить територією Харківської, Дніпропетровської, Запорізької, Херсонської областей та АРК. Збігається з частиною європейського маршруту E105 (Кіркенес — Санкт-Петербург — Москва — Харків — Ялта)).
- У XIX столітті над балкою існувало декілька скотних дворів[1].